# Keira Walsh
Keira Fae Walsh (født 8. april 1997) er en engelsk fodboldspiller der spiller som midtbanespiller for FC Barcelona i Liga F. Walsh fik fast plads på holdet i 2014 sæsonen, da hun spillede en nøglerolle i at sikre holdet Continental Cup.